# 埃德蒙·萨夫拉
埃德蒙·J·萨夫拉（Edmond J. Safra；阿拉伯语：‎；1932年8月6日—1999年12月3日）是一位黎巴嫩裔巴西银行家、慈善家、收藏家。1990年代初，萨夫拉资产约25亿美元，死后其埃德蒙·J·萨夫拉慈善基金会（Edmond J. Safra Philanthropic Foundation）继续从事慈善工作。

## 生平
他出生于黎巴嫩贝鲁特的萨夫拉家族，具有塞法迪犹太人血统。其父雅各布于1920年在贝鲁特开设了J·E·萨夫拉银行。
1949年，全家从黎巴嫩搬到意大利，他在米蘭的一家贸易公司工作。他16岁就在意大利和英国金主权的套利交易中赚取了4000万美元，并用这笔钱在日内瓦购买了一家金融机构。1952年，全家再次搬到巴西，他和父亲于1955年又在那里创立了一家金融机构。
1956年，埃德蒙·萨夫拉定居日内瓦，成立贸易发展银行（Trade Development Bank），1966年又创立了纽约共和国民银行（Republic New York）和其瑞士分行。
1983年，他以超过4.5亿美元的价格将贸易发展银行出售给美国运通。但双方发生法律纠纷，萨夫拉胜诉，美国运通公司对抹黑行为的公开道歉，并赔给他800万美元，他将其全部捐给了慈善机构。
1988年，他创立了卢森堡的萨夫拉银行控股公司（Safra Republic Holdings SA）。
1996年，他与比尔·布劳德等共同创立了埃米塔日资本管理公司（Hermitage Capital Management），该公司后来因谢尔盖·马格尼茨基事件闻名。
1998年8月17日，萨夫拉旗下的纽约共和国国民银行因1998年俄罗斯金融危机后大量持有俄罗斯债券而损失了45%的净利润。
1999年，他以103亿美元现金将萨夫拉银行控股和纽约共和银行出售给汇丰银行 。

## 私生活
1999年12月2日，他和妻子莉莉·萨夫拉获得摩纳哥公民权。
萨夫拉晚年罹患帕金森病，身体虚弱。1999年12月，萨夫拉和他的护士维维安·托伦特（Vivian Torrente）在摩纳哥家中因人为纵火产生的烟雾窒息而亡。当时萨夫拉因为觉得家里很安全，因此没有让保镖过夜。萨夫拉的护士特德·马赫（Ted Maher）因涉嫌纵火而被捕，原因是想自导自演获得关注，他被判处10年徒刑。

## 慈善
萨夫拉支持世界各地的教育、宗教、医疗、文化和人道主义事业。他的埃德蒙·萨弗拉慈善基金会（Edmond J. Safra Philanthropic Foundation）也以此目标继续运行。其遗孀莉莉担任基金会的主席。

## 收藏
他也是一名艺术品收藏家，收藏有大量欧洲家具、工艺品和画作，去世后，其藏品曾由苏富比拍卖。